# Andréi Tíjonov
Andréi Valérievich Tíjonov (en ruso: Андре́й Вале́рьевич Ти́хонов; Koroliov, Unión Soviética, 16 de octubre de 1970) es un exfutbolista ruso que jugó la gran parte de su carrera en el Spartak Moscú, club con el que debutó y se retiró como profesional. También llegó a jugar alrededor de un centenar de partidos oficiales de liga con el Krylia Sovetov Samara y el FC Khimki antes de regresar al Spartak. Tikhonov jugaba como centrocampista por la derecha y fue internacional absoluto con Rusia. Actualmente forma parte del equipo técnico del Spartak Moscú.

## Estadísticas
Actualizado al 18 de septiembre de 2011
| Club                     | Div           | Temp.         | Liga | Liga  | Copa | Copa  | Europa | Europa | Total | Total |
| Club                     | Div           | Temp.         | PJ   | Goles | PJ   | Goles | PJ     | Goles  | PJ    | Goles |
| ------------------------ | ------------- | ------------- | ---- | ----- | ---- | ----- | ------ | ------ | ----- | ----- |
| Titan Reutov             | D3            | 1992          | 15   | 8     | 3    | 2     | —      | —      | 18    | 10    |
| Titan Reutov             | Total         | Total         | 15   | 8     | 3    | 2     | 0      | 0      | 18    | 10    |
| Spartak Moscú (reservas) | D3            | 1992          | 23   | 19    | 2    | 1     | —      | —      | 25    | 20    |
| Spartak Moscú (reservas) | D3            | 1993          | 34   | 29    | 1    | 2     | —      | —      | 35    | 31    |
| Spartak Moscú (reservas) | D4            | 1994          | 16   | 23    | —    | —     | —      | —      | 16    | 23    |
| Spartak Moscú (reservas) | D4            | 1995          | 4    | 3     | —    | —     | —      | —      | 4     | 3     |
| Spartak Moscú (reservas) | Total         | Total         | 77   | 74    | 3    | 3     | 0      | 0      | 80    | 77    |
| Spartak Moscú            | D1            | 1992          | 2    | 0     | —    | —     | —      | —      | 2     | 0     |
| Spartak Moscú            | D1            | 1993          | 7    | 2     | —    | —     | 1      | 0      | 8     | 2     |
| Spartak Moscú            | D1            | 1994          | 20   | 9     | 4    | 0     | 6      | 2      | 30    | 11    |
| Spartak Moscú            | D1            | 1995          | 20   | 7     | 1    | 0     | 6      | 1      | 27    | 8     |
| Spartak Moscú            | D1            | 1996          | 34   | 16    | 3    | 0     | 8      | 4      | 45    | 20    |
| Spartak Moscú            | D1            | 1997          | 24   | 10    | 2    | 1     | 8      | 2      | 34    | 13    |
| Spartak Moscú            | D1            | 1998          | 30   | 4     | 4    | 3     | 11     | 4      | 45    | 11    |
| Spartak Moscú            | D1            | 1999          | 29   | 19    | 1    | 0     | 8      | 5      | 38    | 24    |
| Spartak Moscú            | D1            | 2000          | 25   | 1     | 4    | 0     | 3      | 0      | 32    | 1     |
| Spartak Moscú            | Total         | Total         | 191  | 68    | 19   | 4     | 51     | 18     | 261   | 90    |
| Maccabi Tel Aviv         | D1            | 2000–01       | 8    | 1     | —    | —     | —      | —      | 8     | 1     |
| Maccabi Tel Aviv         | Total         | Total         | 8    | 1     | 0    | 0     | 0      | 0      | 8     | 1     |
| Krylia Sovetov           | D1            | 2001          | 29   | 4     | 4    | 0     | —      | —      | 33    | 4     |
| Krylia Sovetov           | D1            | 2002          | 17   | 2     | 2    | 0     | 1      | 0      | 20    | 2     |
| Krylia Sovetov           | D1            | 2003          | 29   | 9     | 4    | 2     | —      | —      | 32    | 10    |
| Krylia Sovetov           | D1            | 2004          | 23   | 4     | 9    | 0     | —      | —      | 32    | 4     |
| Krylia Sovetov           | Total         | Total         | 98   | 19    | 19   | 2     | 1      | 0      | 118   | 21    |
| FC Khimki                | D2            | 2005          | 41   | 15    | 7    | 4     | —      | —      | 48    | 19    |
| FC Khimki                | D2            | 2006          | 42   | 22    | 1    | 0     | —      | —      | 43    | 22    |
| FC Khimki                | D1            | 2007          | 28   | 4     | 2    | 0     | —      | —      | 30    | 4     |
| FC Khimki                | Total         | Total         | 111  | 41    | 10   | 4     | 0      | 0      | 121   | 45    |
| Krylia Sovetov           | D1            | 2008          | 28   | 7     | 1    | 0     | —      | —      | 29    | 7     |
| Krylia Sovetov           | Total         | Total         | 28   | 7     | 1    | 0     | 0      | 0      | 29    | 7     |
| Lokomotiv Astana         | D1            | 2009          | 25   | 12    | —    | —     | —      | —      | 25    | 12    |
| Lokomotiv Astana         | Total         | Total         | 25   | 12    | 0    | 0     | 0      | 0      | 25    | 12    |
| FC Khimki                | D2            | 2010          | 17   | 2     | 1    | 0     | —      | —      | 18    | 2     |
| FC Khimki                | Total         | Total         | 17   | 2     | 1    | 0     | 0      | 0      | 18    | 2     |
| FC Spartak Moscú         | D1            | 2011–12       | 1    | 0     | 1    | 0     | 0      | 0      | 2     | 0     |
| FC Spartak Moscú         | Total         | Total         | 1    | 0     | 1    | 0     | 0      | 0      | 2     | 0     |
| Total carrera            | Total carrera | Total carrera | 571  | 232   | 57   | 15    | 52     | 18     | 680   | 265   |